# Crown Prosecution Service
Il Crown Prosecution Service (CPS, in gallese: Gwasanaeth Erlyn y Goron, Procura della Corona) è un'istituzione statale che opera in Inghilterra e Galles, che funge da pubblico ministero nei procedimenti penali. Il Crown Prosecution Service si occupa dell'applicazione della legge per i procedimenti dinanzi alla Magistrates' court e alla Crown Court.
Il Procuratore generale per l'Inghilterra e il Galles sovrintende al lavoro del CPS e ne risponde in Parlamento, sebbene il procuratore generale non abbia alcuna influenza sulla condotta dei procedimenti, tranne quando la sicurezza nazionale è un problema o per un numero limitato di reati che richiedono il permesso del Procuratore generale per essere perseguiti. Lo stesso organo è guidato anche dal Direttore della pubblica accusa.
Il CPS svolge solo compiti legali, come la preparazione delle accuse. Tuttavia, non svolge attività investigative: è dominio esclusivo della polizia, sebbene i pubblici ministeri del CPS siano obbligati a supportare gli agenti di polizia in attività quali la determinazione della classificazione giuridica di un reato o la preparazione, sulla base dei risultati di un'indagine, di prove pronte per l'uso in tribunale.

## Responsabilità
Il Servizio è responsabile di:
- Consigliare la polizia sui casi che possono essere perseguiti.
- Rivedere i casi presentati dalla polizia.
- Quando viene deciso un procedimento penale, impostare eventuali accuse in tutti i casi tranne quelli minori.
- Preparazione dei casi per il tribunale.
- Presentazione dei casi in tribunale.

## Capi
Queste persone hanno ricoperto la funzione di Direttore della pubblica accusa sin dalla fondazione del CPS nel 1986:
- Sir Thomas Hetherington, QC (1986 – 1987) (DPP dal 1977; diventato capo del CPS)
- Sir Allan Green, QC (1987 – 1991)
- Dame Barbara Mills, DBE, QC (1992 – 1998)
- Sir David Calvert-Smith, QC (1998 – 2003)
- Sir Ken Macdonald, QC (2003 – 2008)
- Sir Keir Starmer, QC (2008 – ottobre 2013)
- Dame Alison Saunders, CB (novembre 2013 – novembre 2018)
- Max Hill, QC (novembre 2018 – in carica)